# Сан-Франсиску-Шавьер (Макао)
Колоан или Сан-Франсиску-Шавьер (кит. 路環 (聖方濟堂區), порт. Coloane (São Francisco Xavier)) — фрегезия в САР Макао Китайской Народной Республики.

## География

### Географическое положение
Занимает территорию бывшего острова Колоан. Высота над уровнем моря — 34 м.

### Климат
По Классификации климатов Кёппена, климат здесь определяется как Cfa — субтропический океанический климат. Температура здесь в среднем 22,9 °C. Среднегодовая норма осадков — 1879 мм.

## Религия
В этой части Макао находится Часовня Сан-Франсиску-Шавьер, построенная в 1928 году.